# Петкович, Владимир
Влади́мир Пе́ткович (хорв. Vladimir Petković; род. 15 августа 1963, Сараево) — югославский и боснийский футболист, полузащитник. После завершения карьеры футболиста стал тренером.

## Карьера
Владимир Петкович начал карьеру в клубе «Сараево», где почти не выступал. Оттуда он перешёл в «Рудар», а затем вновь в «Сараево», с которым выиграл чемпионат Югославии. Затем Петкович уехал в словенский клуб «Копер», но проведя там лишь один сезон, футболист во второй раз вернулся в «Сараево».
С началом межнациональной напряжённости в стране, которая позже переросла в войну, Владимир уехал в Швейцарию. Там он первые годы играл в клубах «Койра», «Сьон», «Мартиньи-Спортс». Одновременно с футбольными выступлениями, Петкович работал на складе в Джубьяско. Лишь перейдя в 1993 году в «Беллинцону», перестал совмещать два этих занятия. После «Беллинцоны» Петкович играл за «Локарно», «Буокс» и «Малькантоне».
Ещё будучи действующим футболистом, Петкович возглавил «Беллинцону», а затем на тех же условиях тренировал «Малькантоне», с которым в 2003 году выиграл Первую лигу чемпионата Швейцарии, а через год занял 4 место в Челлендж-лиге. В 2004 году «Малькантоне» из-за финансовых проблем был вынужден объединиться с клубом «Лугано». Петкович был назначен главным тренером объединённой команды, которая заняла 8 место в Челлендж-Лиге. В 2005 году Петкович вновь возглавил «Беллинцону», с которой занял второе место в Челлендж-лиге, позволившее участвовать в переходных матчах на выход в Суперлигу, однако там клуб проиграл «Арау». В 2008 году вывел «Беллинцону» в финал Кубка Швейцарии, где его команда уступила 1:4 «Базелю». В чемпионате клуб вновь занял второе место и вновь проиграл в плей-офф, на этот раз «Санкт-Галлену». После этой неудачи Петкович был уволен.
В 2008 году он возглавил клуб «Янг Бойз», руководство которого уже после 5 тура уволило Мартина Андерматта. Контракт был подписан на 2,5 года. Тренер сразу сменил расстановку игроков на 3-4-3 и это принесло успех: клуб занял 2 место в чемпионате и вышел в финал Кубка Швейцарии, где проиграл «Сьону». На следующий год тренер во второй раз подряд занял второе место в чемпионате. В сезоне 2010/11 клуб был в числе лидеров, но после ничьи с «Люцерном» в самом конце чемпионата был уволен. На увольнение повлияли и результаты еврокубков: в Лиге чемпионов клуб ещё на предварительной стадии уступил «Тоттенхэму», а в Лиге Европы на стадии 1/16 финала — «Зениту».
В 2011 году Петкович возглавил турецкий клуб «Самсунспор», где проработал менее полгода и в январе был уволен после того, как клуб оказался в «зоне вылета». 15 мая 2012 года Петкович стал исполняющим обязанности главного тренера «Сьона» и должен был руководить клубом до окончания чемпионата. Клуб, лишённый УЕФА 36 очков в чемпионате из-за правонарушений в матчах Лиги Европы, был вынужден участвовать в переходных матчах. В них клуб Петковича добился победы над «Арау» и сохранил место в Суперлиге.
2 июня 2012 года Петкович стал главным тренером итальянского «Лацио». 26 мая 2013 года клуб выиграл Кубок Италии. 23 декабря 2013 года Петкович подписал контракт со сборной Швейцарии, которую возглавил летом 2014 года после чемпионата мира в Бразилии. 4 января 2014 года Петкович был уволен из «Лацио».
Под руководством Владимира Петковича сборная Швейцарии впервые в своей истории сумела выйти из группы на чемпионате Европы.
27 июля 2021 года Петкович покинул пост главного тренера сборной Швейцарии и возглавил французский «Бордо». Контракт был подписан на 3 года, однако уже 7 февраля 2022 года он был уволен после того как клуб проиграл 5 из 6 последних матчей и был на 19 месте в чемпионате.

## Достижения

### Как игрока
- Обладатель Кубка Югославии: 1983
- Чемпион Югославии: 1985

### Как тренера
- Обладатель Кубка Италии: 2012/13
- Финалист Суперкубка Италии: 2013

## Личная жизнь
Петкович женат. Супруга — Лильяна. У пары две дочери — Инес и Лия.
Говорит на 6 языках: сербохорватском, французском, итальянском, немецком, английском, испанском.